# Mateusz Mikos
Mateusz Mikos (ur. 10 kwietnia 1987) – polski lekkoatleta, kulomiot.
Zawodnik Wisły Puławy (2004–2006 i od 2015), AZS AWF Biała Podlaska (2007–2009) oraz AZS-AWF Kraków (2009–2014). Medalista mistrzostw Polski w różnych kategoriach wiekowych. Jego największym dotychczasowym osiągnięciem jest brązowy medal młodzieżowych mistrzostw Europy (Kowno 2009).

## Rekordy życiowe
- pchnięcie kulą – 20,18 (2016)
- pchnięcie kulą (hala) – 19,67 (2017)
- rzut dyskiem – 57,01 (2016)